# Messor bouvieri
Messor bouvieri es una especie de hormiga del género Messor, subfamilia Myrmicinae. 

## Distribución
Esta especie se encuentra en Francia, Italia, Portugal y España.